# Podmyče
Podmyče (en allemand : Pomitsch) est une commune du district de Znojmo, dans la région de Moravie-du-Sud, en République tchèque. Sa population s'élevait à 102 habitants en 2020.

## Géographie
Podmyče se trouve près de la frontière autrichienne, à 21 km à l'ouest-nord-ouest de Znojmo, à 70 km u sud-ouest de Brno et à 165 km au sud-est de Prague.
La commune est limitée par Lančov au nord, par Vranov nad Dyjí à l'est, par l'Autriche et Šafov au sud, et par Starý Petřín à l'ouest.

## Histoire
La première mention écrite de la localité date de 1323.